# Lars Kurz

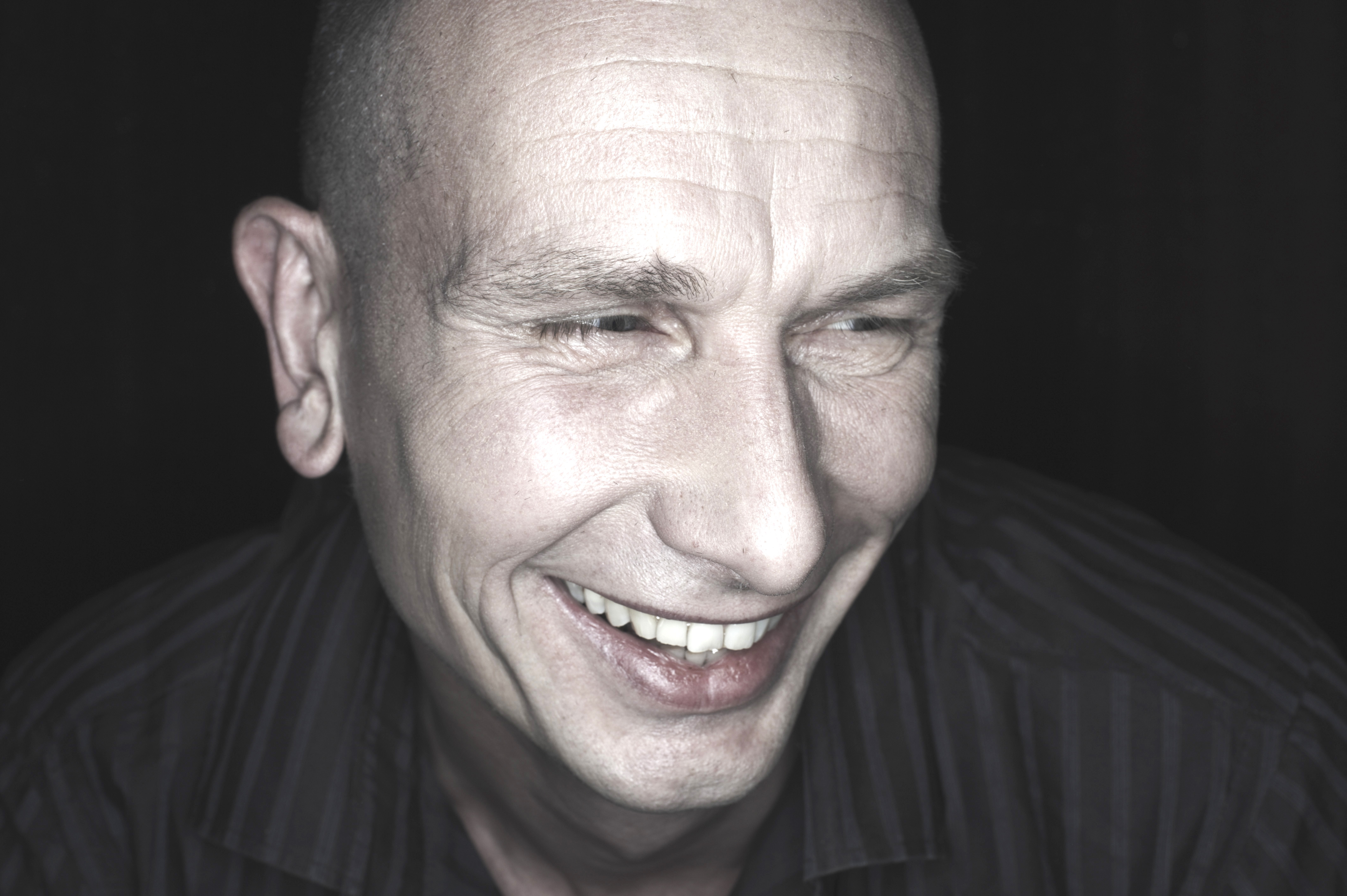
Lars Kurz (2011)

Lars Kurz (* 21. Dezember 1965) ist ein deutscher Musikproduzent, Filmkomponist und Toningenieur.

## Leben und Wirken
Lars Kurz nahm Gitarren-Unterricht bei Peter O’Mara und spielte von 1985 bis 1988 in verschiedenen Musicalproduktionen (Jesus Christ Superstar, Hair, West Side Story u. a.). Sein Projekt Art Beat (später Big Sleep) war Teil des offiziellen Beitrags der Bundesrepublik Deutschland zum Kulturprogramm der Olympischen Sommerspiele 1988, der Kunstdisco Seoul. Ab 1990 trat er verstärkt als Studiomusiker und Hörspielgitarrist in Werken von Andi Ammer, Ulrich Bassenge, Maria Volk und anderen in Erscheinung und begann Filmmusik zu komponieren.
1993 gründete Lars Kurz das Noisecore-Trio Mars (nicht identisch mit der 1978 aufgelösten gleichnamigen No-New-York-Band), das es auf drei CDs und etliche gefeierte Auftritte brachte. Mars spielten u. a. im Vorprogramm von Primus und Bad Religion. Guido Lucas vom Underground-Label BluNoise schreibt über seine Aufnahme  von Yes / Now (1997):
„Die erste richtige Münchener Musikerkommune nach AMON DÜÜL II in Herrsching. Habe die Platte dort vor Ort im Wohnzimmer mit einem alten Rundfunkröhrenmischpult aufgenommen. Unvergessliche Zeit. Und ich gehörte dazu. Fette Scheibe. Grandiose Liveband. Früher war sowieso alles viel besser.“
Aus dem alten Telefunken-V76-Röhrenmischpult wurde Tonstudio1, in dem etliche Hörspiele unter Kurz’ technischer Leitung aufgenommen wurden. Zudem entstanden zahlreiche Musiken für Kinderhörspiele und die Sonoton-Bibliothek.
2010 lancierte Lars Kurz unter dem Claim Exquisite Music For Film sein Library-Label MassiveBass, das für originale Musik steht:
„Künstler produzieren hochwertige formatierte Kunst für den Mainstream-Markt“  (Lars Kurz).  Mit beängstigender Geschwindigkeit reiht der Produzent Album an Album, darin durchaus Pete Namlook oder Bill Laswell vergleichbar. Seine Musiken zeichnen sich durch Einsatz ungewöhnlicher Instrumente wie Dobro, Hammerklavier, Kontraalt-Klarinette oder Euphonium aus, verwenden aber auch Elektronik  und tragen häufig einen sublimen Dub-Touch. Auch ein Tuba-Album mit dem Virtuosen Jon Sass und eine CD mit Neukompositionen für bayerische Volksmusikinstrumente wie Hackbrett und Maultrommel mit dem Komponisten Wolfgang M. Neumann erschienen in seiner Edition.
Seit April 2015 gehört MassiveBass  zur Warner Music Group.

## Diskografie
Tonträger
- Never Been There: Never Been There (Elektrogitarre) (1987, Intuition)
- Never Been There: Ambience (1989, Intuition)
- Remix Deutschland. Single für die Zeitschrift WIENER zum 3. Oktober 1990
- Maria Volk: goldberg ein dutzend täuschungen (mit Ernst Jandl, Max Goldt, Holger Hiller, Holger Czukay,  Robert Fripp, The Horny Horns, John Sass, Mark Springer u. a.) (1991, Rough Trade)
- Crack Jack Radio: Crack Jack Radio (1992, Transformer)

- Mars: Eat your Guru (1993, Andex)
- Mars: Psycore (1995, Enemy)
- Mars: Yes / Now (1996, BluNoise)

MassiveBass
- Walls of Sound
- Electronic Noir 3-5
- Art of Drone 1-3
- Think Tank 1-2
- Micro Music
- Yes We Scan
- Synthetic Textures
- Sowie als Produzent und/oder Komponist:
- Alpine Freak 1 (mit Jon Sass)
- Alpine Freak 2 (mit Wolfgang M. Neumann)
- Django – the Return of the Dirty Brass (mit Pit Holzapfel)
- Django – the Evil Brass Fights Back  (mit Pit Holzapfel)

Filmmusiken
- Sendung mit der Maus (Regie: Kristina Böttrich-Merdjanowa ARD 1992, 1993)
- Die brennende Schnecke (als Lars von Mars)(ARD 1996)[3]
- Die Megaklinik (Hans A. Guttner, ARTE 2004)
- Sean Scully: Gegen den Strom (Hans A. Guttner, ARTE 2007)
- Colours of Blood (Uli Hesse, Dokumentarfilm, 2009)[4]
- Glückliche Reise (Hans A. Guttner, ARTE 2009)
- Ein Jahr am Vilsalpsee (BR, natur exclusiv, 2010)
- Art comes from Need (Kinodokumentarfilm) (Hans A. Guttner, ARTE 2010)
- Welt der Tiere – Überwintern in den Alpen (BR, 2011)
- Überleben im Reich der Eisbären (Kai Schubert, BR 2011)
- Krieg der Ameisen (Stefan Geier, Arte 2012)(9 internationale Preise)[5]
- Bei Tag und bei Nacht (Kinodokumentarfilm) (Hans A. Guttner, ARTE/ORF 2016)
- Fotograf X (Tilmann Urbach 2016)

Serien
- W Wie Wissen (ARD, 2009)
- Tatort Teaser (ARD, 2010)
- Grips Trailer (ARD Alpha, 2010)
- Faszination Wissen (Gehirnforschung, Stefan Geier, BR 2010)
- Virtually There (BBC, 2014)

Hörspiele (Musiker / Toningenieur)
- Kaiser Wilhelm Overdrive (Andreas Ammer, BR 1990)
- eschen junge zwei (Maria Volk, BR 1990)
- goldberg ein dutzend täuschungen (Maria Volk, BR 1991)
- Der König des westlichen Schwungs (Britta Höper, BR 2003)
- Morbus Sacer (Ulrich Bassenge, WDR 2006)
- LoveArtLab Rules (Mithu Sanyal, WDR 2010)
- Der Grausame (Ulrich Bassenge, WDR 2011)
- Bier auf dem Teppich (Ulrich Bassenge, WDR 2012)

Kinderhörspiele (Komponist)
- Anna Angsthase (Helma Sanders-Brahms, BR 1997)
- Sandra Sandkind (Thomas Schmid, BR 1999)
- Gloria von Jaxtberg und Rosa (Rudolf Herfurtner, BR 2000)
- König O. Wenig (Renus Berbig, BR 2002) (Europäischer Kinderhörspielpreis 2002 Prix Ex Aequo in Bratislava)
- Die Hexenschwestern und das Internet (Laura Feuerland, BR 2002)
- Schwarzer Freitag für Robinson (Klaus Dieter Remus, BR 2002)
- Pollino und Pollina in Venedig: Die Jagd nach der Zaubergondel (2003, edition Kappa)
- Mall Ball (Renus Berbig, BR 2004)
- Fußballfieber (2004/edition Kappa)
- Die Hexenschwestern in der Altsteinzeit (Laura Feuerland, BR 2006)
- Das Geheimnis des wandernden Schlosses (gelesen von Rufus Beck) (Eva Ibbotson, Hörbuch BR, Hörbuchverlag 2007)
- Die Hexenschwestern und die alten Götter am Nil (BR 2008)
- Elfenspuk (Renus Berbig, BR 2008)
- Die wilden Hunde von Pompeii (Helmut Krausser, BR 2008) Online
- Der Dschinn aus dem Ring (Cornelia Neudert, BR 2010 / Deutscher Kinderhörspielpreis 2010 Online)
- Die kleine Sonne von Bas Ala Bar (BR 2010)
- Die megakrasse Monsterklasse auf Klassenfahrt (BR 2014, Hörbuch CBJ-Audio) Online
- Musik zu „Das Sonntagshuhn“ (BR)